# Jean Nicoli (Schiff)
Die Jean Nicoli ist ein Fährschiff der französischen Reederei Corsica Linea, das unter französischer Flagge fährt.

## Geschichte
Das Schiff wurde als Pasiphae für die griechische Reederei Minoan Lines gebaut und später in Pasiphae Palace umbenannt.
2009 verkaufte Minoan Lines das Schiff an die französische Reederei SNCM, das Schiff wurde infolgedessen auf ihren heutigen Namen umbenannt. Als SNCM 2016 infolge einer Insolvenz den Betrieb einstellte, wurde das Schiff zusammen mit dem größten Teil der übrigen Flotte an die Reederei Corsica Linea weitergegeben.
Das Schiff wird von Corsica Linea auf den Routen zwischen Marseille und Skikda, Tunis, Bejaia, sowie Algier eingesetzt.

## Ausstattung
Das Restaurant an Bord der Jean Nicoli hat 250 Sitzplätze und das Essen wird hier an den Tisch serviert. Das Schiff hat ebenfalls eine Snackbar, die Pizza und Paninis anbietet. Die im Sommer geöffnete Außenbar des Schiffes bietet Erfrischungen in der Sonne.
Die Jean Nicoli hat 213 Kabinen, darunter auch ein Dutzend „Luxury“-Kabinen, die sich auf Deck 8 befinden. Auf Deck 6 gibt es zudem noch Liegesessel für Passagiere ohne Kabine.
An Bord des Schiffes gibt es außerdem einen Swimmingpool, Kickertisch, ein Casino und einen Spielebereich für Kinder.

## Name
Das Schiff ist nach dem Korsen Jean Nicoli benannt, der im Zweiten Weltkrieg eine Symbolfigur im Widerstand auf Korsika war.

## Schwesterschiff
Die Jean Nicoli hat ein Schwesterschiff, die AF Mia der italienischen Reederei Adria Ferries.